# Яновський Всеволод Миколайович
Яновський Всеволод Миколайович (1889, Заслав, Волинська губернія — 1950) — лікар-фтизіатр, професор, завідувач кафедри пропедевтики внутрішніх хвороб Донецького медичного інституту (1936—1950). Учень і біограф Феофіла Яновського.

## Біографія
Народився в сім'ї Миколи Яновського (1857—1891) повітового лікаря, сина священика.
Навчався у Першій київській гімназії, яку закінчив 1908 року зі срібною медаллю. Вступив до медичного факультету Київського університету, який закінчив у листопаді 1914 року, отримавши диплом зауряд-лікаря першого розряду. Працював молодшим ординатором Київського військового шпиталю. Диплом лікаря отримав 1916 року, склавши державний іспит.

Могила Всеволода Яновського на Лук'янівському кладовищі Києва

У 1920-ті роки працював асистентом клініки Феофіла Яновського.
З 1936 року став завідувачем кафедри пропедевтики внутрішніх хвороб Сталінського медичного інституту.
Дружина – Марія Яківна, дочка товариша прокурора Чернігівського окружного суду Якова Степановича Спановського, золовка Юлії Петрівни Спановської (Григорович-Барської). 

## Наукові праці
Праці присвячені фтизіатрії та кардіології. Досліджував бактеріємію при туберкульозі легень, патогенез та клініку силікозу, описав клініку вроджених вад серця, вплив екстракту рути на функцію ізольованого серця ссавців.
Автор детальної біографії свого вчителя Феофіла Яновського.